# Chiesa di San Lorenzo Martire (Isola del Liri)
La chiesa di San Lorenzo Martire è la parrocchiale di Isola del Liri, in provincia di Frosinone e diocesi di Sora-Cassino-Aquino-Pontecorvo; fa parte della zona pastorale di Isola del Liri.

## Storia
L'inizio della costruzione della chiesa iniziò nel 1630; i lavori, poi terminati all'inizio del XVIII secolo, furono sovvenzionati dai conti Boncompagni, che possedevano una residenza in paese.
La struttura venne lesionata da un sisma nel 1752 e fu pertanto interessata da un restauro per sanare i danni. Il 12 maggio 1799 la parrocchiale si rese teatro di un triste avvenimento, allorché le truppe francesi massacrarono più di cinquecento persone che stavano assistendo alla funzione religiosa; nei mesi seguenti essa fu ripulita, per poi venir riaperta al culto il 1º gennaio 1800.
Nel XIX secolo la facciata fu ricostruita e nel 1915 la chiesa subì dei danni a causa di una scossa di terremoto, fatto in seguito al quale venne ristrutturata.

## Descrizione

### Esterno
La facciata della chiesa, rivolta a ponente, è tripartita da quattro paraste ioniche, sorreggenti una cornice modanata, che la suddividono in tre porzioni: quella centrale presenta il portale d'ingresso e una finestre, mentre quelle laterali, caratterizzate da due nicchie, che ospitano le statue dei santi titolari, scolpite da Giuseppe Ranaldi nel 1960, sono abbellite da due tondi, in uno dei quali è collocato un orologio.
Annessi alla parrocchiale sono i due campanili barocchi, le cui celle presentano ciascuna un'apertura per lato e sono coronate da cupolette poggianti sulle lanterne, caratterizzate da finestrelle ovali.

### Interno
L'interno dell'edificio si compone di una sola navata, sulla quale si affacciano tre cappelle per lato e le cui pareti sono scandite lesene, sorreggenti il cornicione sopra cui si imposta la volta; al termine dell'aula si sviluppa il presbiterio, rialzato di due gradini e chiuso dalla parete di fondo piatta. 
Qui sono conservate numerose opere di pregio, tra le quali l'affresco con soggetto la Madonna di Loreto sorretta dagli angeli, le due tele ritraenti rispettivamente la Madonna del Rosario e l'Ultima Cena, e l'affresco che rappresenta il Martirio di San Lorenzo, dipinto da Aurelio Marini.